# Anopheles dazhaius
Anopheles dazhaius este o specie de țânțari din genul Anopheles, descrisă de Ma în anul 1981. Conform Catalogue of Life specia Anopheles dazhaius nu are subspecii cunoscute.